# Río Kok
El río Kok (en tailandés: แม่น้ำกก) es un corto afluente por la margen derecha del Mekong que discurre por Birmania y Tailandia.

## Geografía

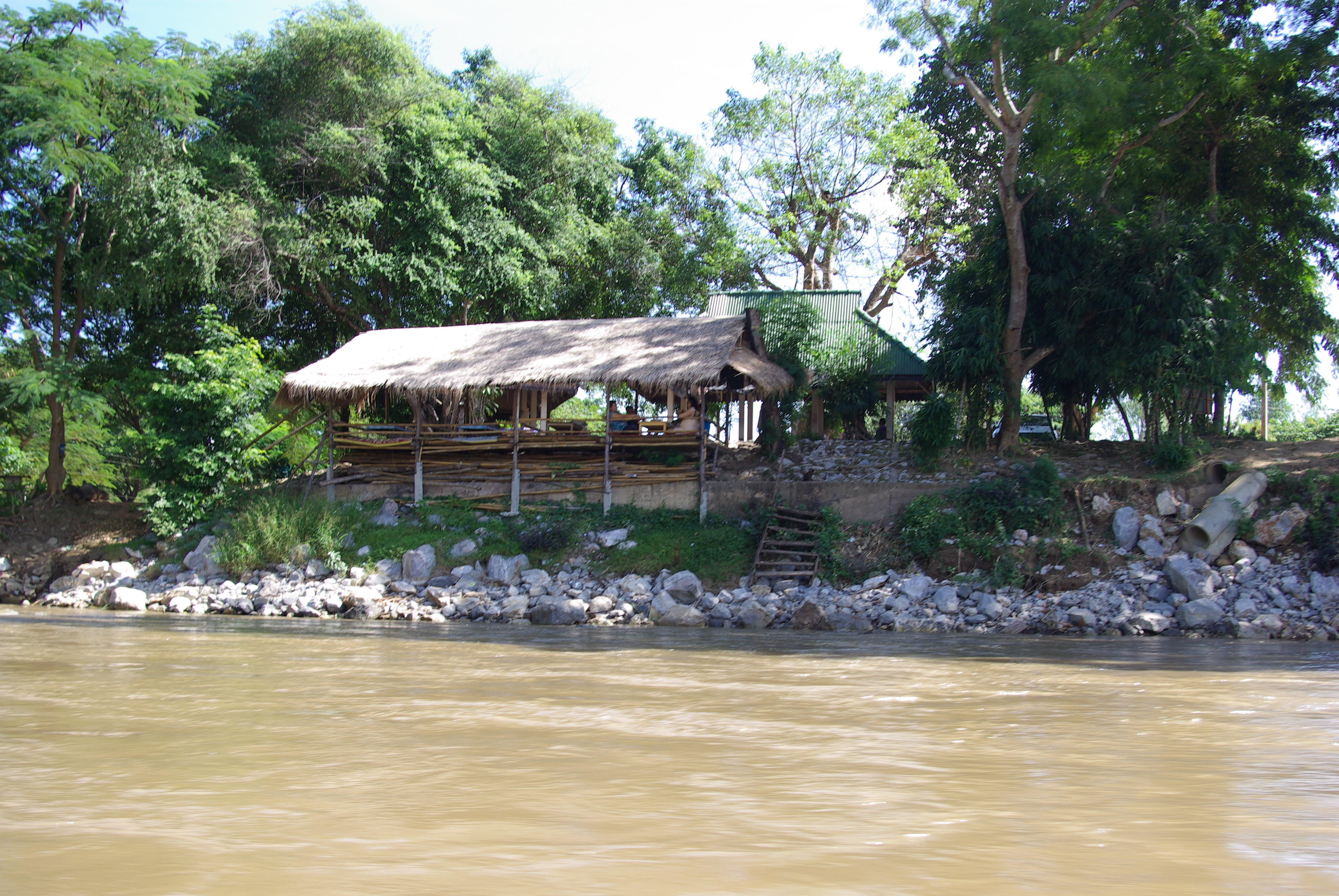
Una construcción sobre los márgenes del río Kok

Tiene su nacimiento en Birmania, en el estado de Shan, antes de entrar en Tailandia en Tha Ton en el distrito de Mae Ai, en el extremo norte de la provincia de Chiang Mai, después de atravesar la provincia de Chiang Rai. Desemboca en el Mekong frente a Laos.